# テオ・マルクーゼ
セオドア・キャロル・マルクーゼ（Theodore Carroll Marcuse，1920年8月2日 - 1967年11月29日）は、アメリカ合衆国の性格俳優。1950年代から1960年代に活躍し、主として悪役を演じた。

## 経歴
ワシントン州シアトルで、毛皮小売業者のクレメンティス・マルクーゼと共同所有者であるマーガレット・マルクーゼの子として生まれた。
サンフランシスコで育った後、スタンフォード大学で演劇を学び、舞台作品に積極的に取り組む。その後、スタンフォード大学から古典文学の修士号を取得した。
第二次世界大戦中には海軍に従軍し、潜水艦USSティランテで中尉として勤務、シルバースター、ブロンズスターメダル授与された。他に搭乗していた乗員として、後のマサチューセッツ州知事のエンディコット・ピーボディと、小説「深く静かに潜航」の作者であるエドワード・Ｌ・ビーチジュニアがいた。
ウィリアム・シェイクスピアの戯曲を好み、舞台で演じたいと思うようになり、チャールトン・ヘストンと共に彼の劇団でガスリイ・マクリンティックに師事し、キャサリン・コーネル、モーリス・エヴァンスなど共にブロードウェイに出演した。 1948年から1949年にかけて、メデアの製作で9か月間全国ツアーを行った。
テレビでは、「じゃじゃ馬億万長者」、「原子力潜水艦シービュー号」、「0088/ワイルド・ウエスト」、「西部の男パラディン」、「ボナンザ」、「ホーガンの英雄」（1967年のエピソード「人質」、フォン・ハイナー将軍として。彼の致命的な自動車事故の少し前に撮影され、彼の死後2週間半後に最初に放映された）、「バットマン」、「スタートレック」（エピソード「キャッツポー」。1967年に彼の死の1か月前、ハロウィーンの週に最初に放映された。）、「タイムトンネル」、「アイスパイ」、「モンキーズ」、「ペリーメイソン」、「ピーター・ガン」、「アンタッチャブル」、「トワイライトゾーン」のエピソード「下取り」と「人に奉仕する」、および「UNCLE」のエピソード「再コレクターAffair」、「The Minus-X Affair」と「The Pieces of Fate Affair」など多くのシリーズに出演した。
映画では、「The Two Little Bears」（1961）、「Hitler」（1962、 ユリウス・シュトライヒャー ）、「霧の中の虎」（1964）、「シンシナティ・キッド」（1965）、「Mara of the Wilderness」（1965）、「Harum Scarum」（1965）、「最後の秘密エージェント？」（1966）、「ポーラシュルツの邪悪な夢」（1968）、「ピカソサマー」（1969）に出演した。
カリフォルニア州ロサンゼルスのハリウッドでの交通事故で死去。享年47歳。遺体はカリフォルニア州サンブルーノのゴールデンゲート国立墓地に埋葬された。